# Mira Rai
Mira Rai (Sanu Duma, 1989) és una esportista nepalesa. Entre els seus assoliments la cursa de 80 quilòmetres Mont Blanc en la qual té un rècord. Es va convertir en l'atleta més destacada al Nepal, actualment està especialitzada en maratons, ultramaratons i corredor de muntanya.
Només els seus germans homes van poder estudiar i ella no va tenir accés a educció formal. Als 11 anys trasllada sacs d'arròs de 28 quilos a tres hores del seu poble, per poder revendre'ls. Als 14 anys va decidir unir-se a la guerrilla maoista durant 7 mesos, un grup d'ideologia comunista. Però quan la guerra va acabar el 2006, es va inscriure al programa de rehabilitació del govern i va seguir corrent per diversió. Després es va mudar a Katmandú i amb l'entrenament d'un professor de karate, va poder seguir entrenant. Va córrer a muntanya de fins a 80 quilòmetres i va ser afavorida per Red Bull, qui la va enviar després de guanyar a competir en Europa. És afavorida per la maraca Salomon, Red Bull, entre otras.
Reivindica més ajuda per al Nepal ; milers de families segueixen sense casa després del terratrèmol del 2015.
| «                            | "Vaig començar a córrer per escapar del meu futur" | » |
| — Mira Rai, novembre de 2015 |                                                    |   |